# ロドリゴ・アマラル
ロドリゴ・ナウエル・アマラル・ペレイラ（Rodrigo Nahuel Amaral Pereira, 1997年3月25日 - ）は、ウルグアイ・モンテビデオ出身のサッカー選手。ザ・ストロンゲスト所属。ポジションはFW（セカンドストライカー、左ウィング）。

## 来歴
2014-15シーズン途中にナシオナルのトップチームに昇格。同シーズンは出場機会こそなかったもののリーグ優勝を経験。翌2015-16シーズンに正式にデビューの形になり、2015年8月16日のCAビジャ・テレサ戦でプロデビュー。同月24日のCAリーベル・プレート戦でプロ初ゴールを決めた。しかし、2016年シーズンは1試合の出場にとどまり、更にフロント陣との関係悪化もあり、2017年9月17日にラシン・クルブに移籍。しかしながら出場機会がないまま、2019年1月に古巣にローン移籍の形で復帰。2019年シーズンは11試合で4ゴールを決めた。
2020年シーズン限りでナシオナルを退団すると、翌年4月よりCAフェニックスへ加入。リーグ戦24試合4得点を記録したが、2021年シーズンを終えると契約満了となった。
アウダックス・イタリアーノへの加入に迫ったが、2022年1月9日にザ・ストロンゲストと契約する。

## 代表経歴
2015年から飛び級でU-20のウルグアイ代表でプレー。2017年の南米ユース選手権では優勝。2017 FIFA U-20ワールドカップでは、グループリーグのイタリア戦でFKを決め、1-0の勝利に導いた。同大会は4位入賞を果たし、アマラル自身は5ゴールを決め、大会得点王に輝いた。